# 渡り

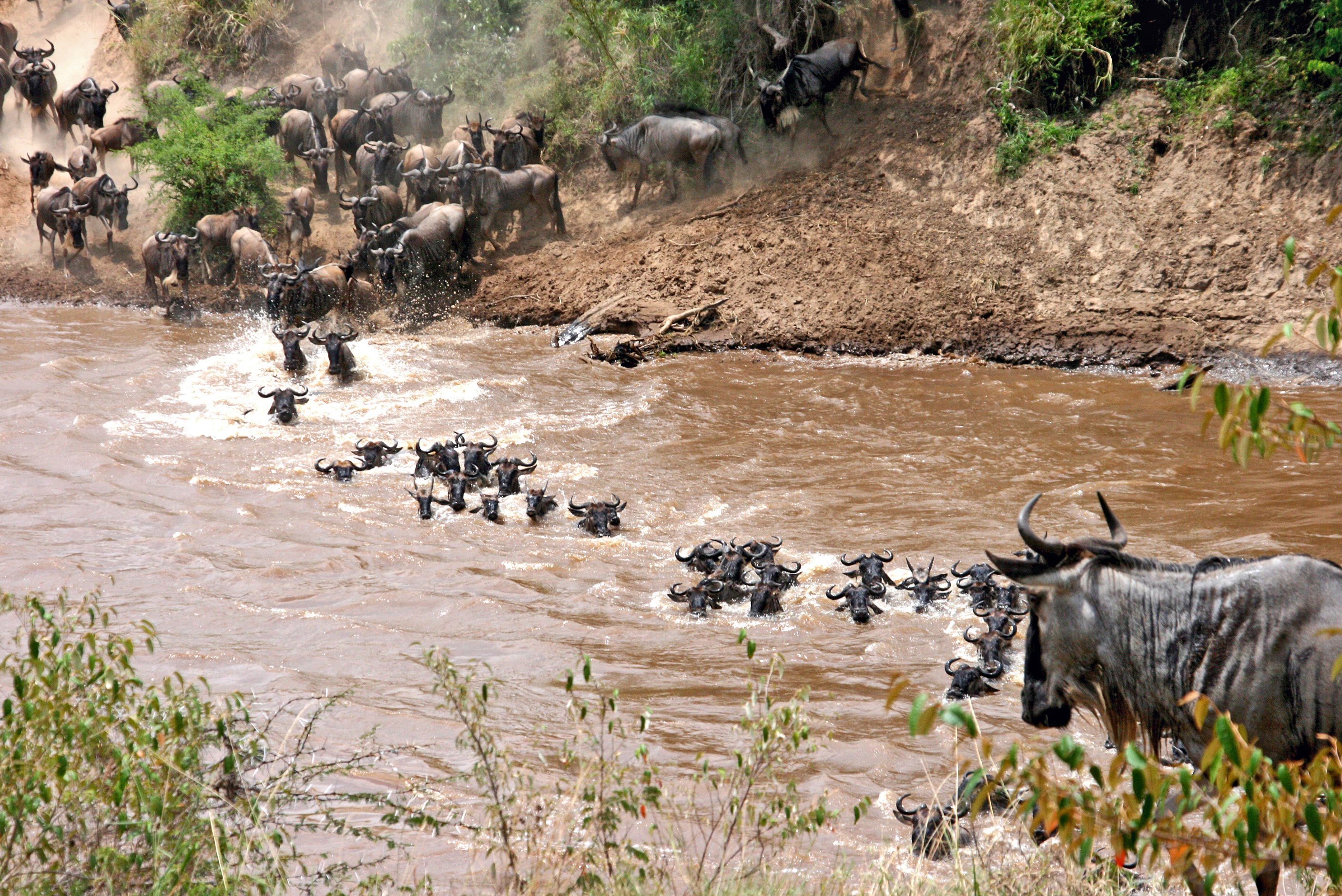
オグロヌーの渡り。東アフリカにて

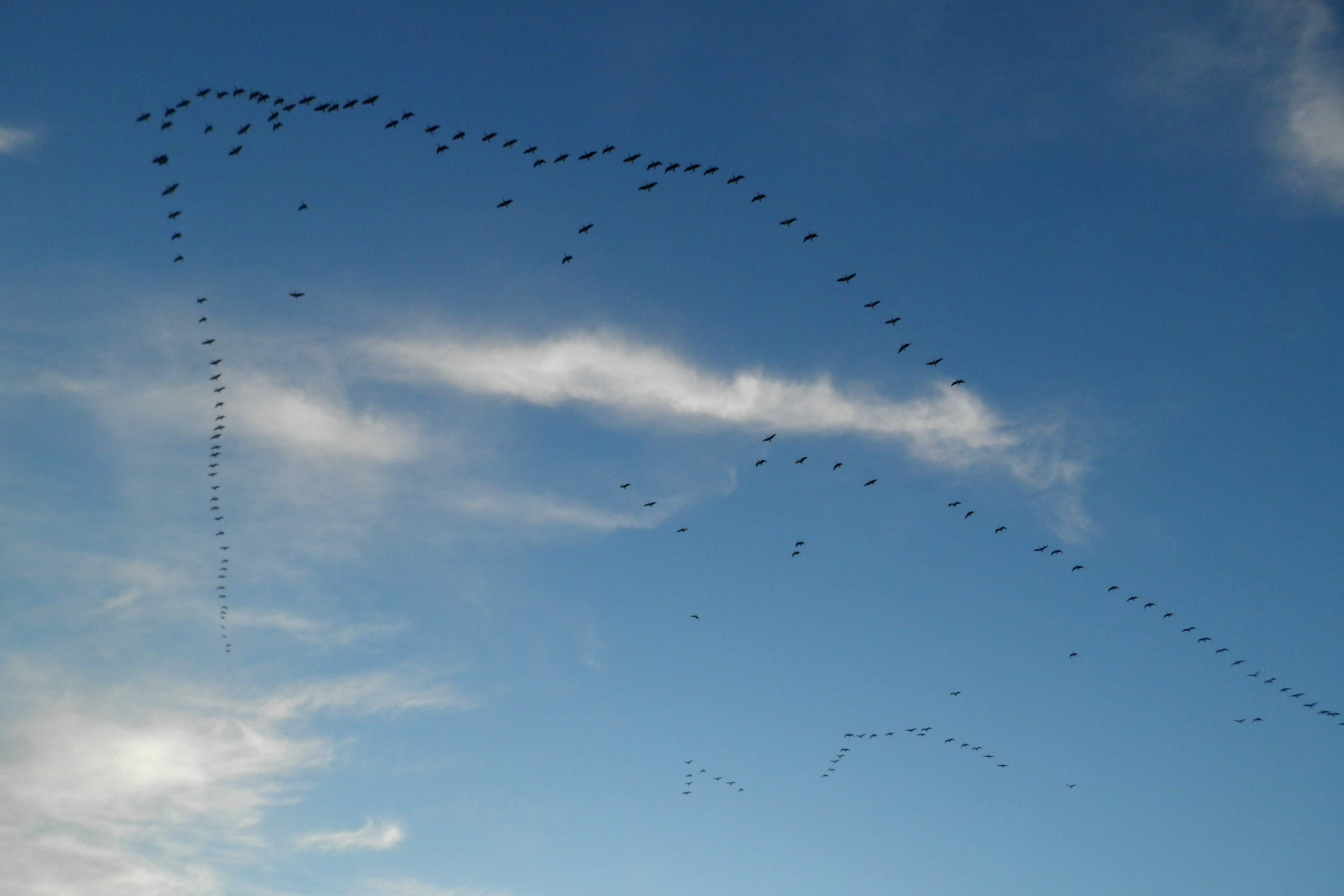
カナダガンの渡り。カナダサスカトゥーンにて

渡り（わたり、英: Migration）は、生物がその生息地を移動すること。その移動が周期的に規則正しく、主に季節的に陸上あるいは空中を移動する現象を渡りという。水中の生物の移動は一般に回遊と呼ばれている。

## 概説
渡りには、生物の一生のうち何回も同じ移動サイクルを繰り返す移動から、自分の生まれた場所に戻ってきてそこで死滅する一回だけの移動もあり、その移動パターンはさまざまであることが観察されている。渡りをする生物は、鳥類、魚類、哺乳類にとどまらず、プランクトンなどの無脊椎動物、昆虫、両生類、爬虫類でも渡りが見られる。
渡りの理由は主に三つある。一つめは、食べ物が豊富な場所に移動することであり、二つめは、繁殖のためである。産卵のために回遊するサケなどの魚類やウミガメの移動はその典型である。クジラ類も繁殖のために移動することはよく知られている。三つめは、気候的要因である。食べ物の生産は気候に大きく影響されているので、ひとつめの要因の食べ物と大いに関連している。一般には厳しい気候条件を避けるために移動すると考えられている。
目的地まで一気に渡らず、途上の中継地である程度の期間、休息を取る場合もある。

## 方向定位
生物が特定の方向に向かって間違わずに遠距離を移動する能力は生物の謎の一つであり、興味深い研究テーマである。単細胞生物を含めた多くの生物が光に反応する光受容細胞をもっており、この機能を利用して移動の方向を定めていることが知られている。
鳥類の方向定位は、太陽や星、星座など天体を利用していることがさまざまな実験から分かっている。さらに鳥類は川や海岸線などの地形上の特徴ある線も移動に利用していることが観察されている。
魚類ではサケが母川回帰することはよく知られており、それは嗅覚を利用して生まれた川のにおいを記憶していることが分かっている。

## 渡りをする昆虫
- アサギマダラ
- オオカバマダラ